# Mausoleo de Chiprana

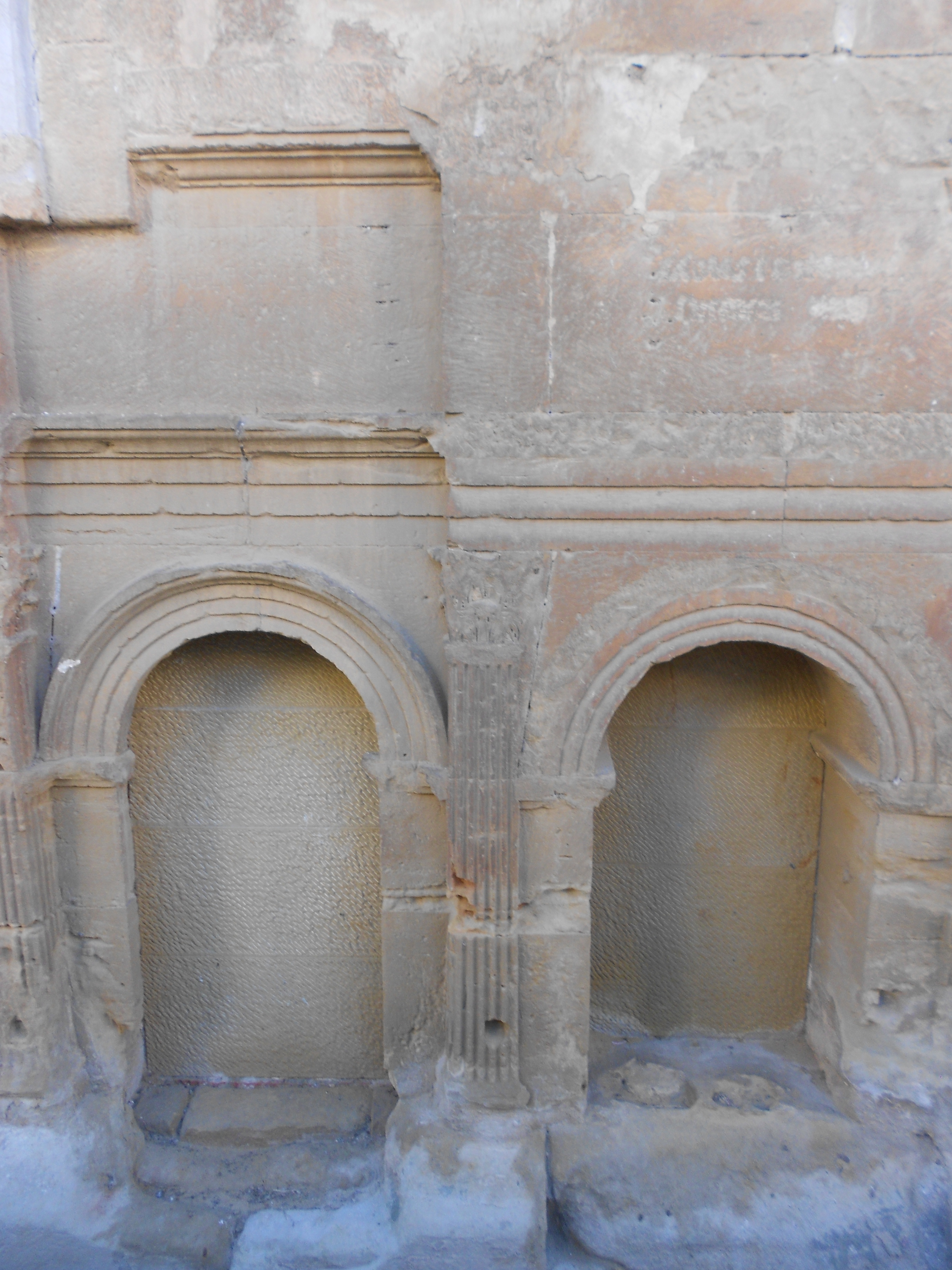
Mausoleo de Chiprana

El Mausoleo de los Chiprana, también conocido como Mausoleo de los Fabios, es un mausoleo romano que se encuentra en la localidad zaragozana de Chiprana (Aragón, España).
Data del siglo II d. C., como se refleja en una inscripción hallada en el lado norte de la construcción sobre unos arcos de piedra.
Se conserva todo el basamento de la fachada opuesta y se piensa que era un mausoleo familiar.
Compuesto por cinco arcos ciegos con sus correspondientes hornacinas, tiene en su lado norte dos arcos de medio punto y parte de un tercero, separados por pilastras corintias.
Sobre éstas reza la siguiente inscripción: «Fabiae et Severae Dierum XXX».
Monumento Nacional desde 1931, el mausoleo perteneció al magistrado Lucio Fabio Severo y en él fueron enterradas sus hijas de muy corta edad.
El edificio conserva sólo una parte de su fachada, estando enclavado dentro del muro de la Ermita de la Virgen de la Consolación.
El resto de la construcción pertenece a época barroca, aunque se sabe que hubo una edificación anterior de época medieval. Consta de nave única con pequeñas capillas laterales y cabecera recta. La nave se cubre con bóveda de cañón con lunetos, mientras que la cabecera lo hace con cúpula.